# Julio Adalberto Rivera
Julio Adalberto Rivera Carballo (Sonsonate, 2 settembre 1921 – Houston, 29 luglio 1973) è stato un militare e politico salvadoregno.

## Biografia
È stato presidente della Repubblica del Salvador dal 1º luglio 1962 al 1º luglio 1967.